# Gerhard Franz Walter
Gerhard Franz Walter (* 18. November 1948 in Graz) ist ein österreichischer Mediziner, insbesondere Neurowissenschaftler, und Wissenschaftsmanager.

## Werdegang
Nach der Matura am Akademischen Gymnasium Graz und Militärdienst und Ausbildung zum Reserveoffizier des österreichischen Bundesheeres studierte er ab 1967 Medizin und ab 1972 zusätzlich Biologie (Zoologie und Biochemie im Hauptfach und Philosophie im Nebenfach) an der Karl-Franzens-Universität Graz. 1975 erfolgte die Promotion zum Doktor der Medizin und 1976 die Promotion zum Doktor der Philosophie.
Während des Studiums war er von 1972 bis 1974 als Generalsekretär der International Youth Federation for Environmental Studies and Conservation tätig. Im Jahre 1974 wurde er Mitgründer des „Taraxacum Club“, einer internationalen Vereinigung von Umweltexperten.
Ab 1975 war Gerhard Franz Walter Assistenzarzt am Institut für Pathologische Anatomie der Karl-Franzens-Universität Graz bei Max Ratzenhofer. Von 1977 bis 1978 absolvierte er am Institut für Neuropathologie der Freien Universität Berlin und von 1978 bis 1980 am Institut für Neuropathologie der Université Catholique de Louvain eine Weiterbildung in Neuropathologie. 1981 wurde er an der Karl-Franzens-Universität Graz für Pathologie mit besonderer Berücksichtigung der Neuropathologie habilitiert.
Im Mai 1985 wurde er als Direktor des Institutes für Neuropathologie der Medizinischen Hochschule Hannover berufen und zum Professor ernannt. Im Jahre 2000 organisierte er in Zusammenarbeit mit der Weltgesundheitsorganisation im Rahmen des Global Dialogue der Weltausstellung Expo 2000 in Hannover das Forum „Shaping the Future: Graduates and Young Researchers from around the World Present Research Work on Innovations, New Strategies and Possible Solutions for the 21st Century“ sowie als Generalsekretär den sechswöchigen World Congress of Medicine and Health „Medicine Meets Millennium“ als Bestandsaufnahme der medizinischen Kenntnisse zur Jahrtausendwende.
Von 2003 bis 2007 war er Gründungsrektor der Medizinischen Universität Graz/Österreich, von 2007 bis 2011 war er Direktor des Instituts für Pathologie am Klinikum Kassel und wissenschaftlicher Koordinator für die Gründung der Kassel School of Medicine, und von 2011 bis 2019 Dekan (PhD-Dean) des PhD/Clinical Fellowship-Programms „Clinical Neurosciences“ am International Neuroscience Institute Hannover.
Walter ist seit 1978 mit der Romanistin Anne Walter geb. Bogaerts verheiratet. Das Ehepaar hat drei Kinder.

## Wissenschaftliche Schwerpunkte
Walter verfasste über 250 Publikationen und Buchbeiträge aus der allgemeinen Pathologie und Neuropathologie, den klinischen Neurowissenschaften, der Telemedizin und der Umweltmedizin. Zu 11 Büchern trug er als Autor oder Herausgeber bei. Inhaltliche Schwerpunkte betreffen beispielhaft Fragestellungen der Organellenpathologie, der Neuroendokrinologie, der Alterung des Nervensystems, des Einsatzes der Telemedizin für fachliche Weiterbildung, sowie interkulturelle Fragen im Rahmen von zu berücksichtigenden Traditionen bei medizinischen Behandlungen islamischer Patienten18 und umweltmedizinische Fragestellungen mit neurologischem Hintergrund. Einzelheiten finden sich unter ORCID 0000-0002-9983-6611.
Ausgewählte Mitgliedschaften und Funktionen
- Deutsche Gesellschaft für Neuropathologie und Neuroanatomie (1995/96 Vorsitzender)
- Associate Member of the Research Group for Neuromuscular Diseases of the World Federation of Neurology
- Associate Member of the Research Group for Neuropathology of the World Federation of Neurology
- European Confederation of Neuropathological Societies (Member of the Education Committee)
- Neurowissenschaftliche Gesellschaft Deutschland (Gründungsmitglied)
- UNESCO-World Academy of Biomedical Technologies
- Beirat der Österreichischen Wissenschaftlichen Gesellschaft für Telemedizin
- Expert of the Telepathology Consultation Center of the International Union Against Cancer (UICC-TPCC)
- Wissenschaftlicher Beirat der Internationalen Stiftung Neurobionik
- Wissenschaftlicher Beirat der Gesellschaft für Schädelbasischirurgie
- Advisory Board of the International Skull Base Study Group
- Wissenschaftlicher Beirat der Ludwig-Boltzmann-Gesellschaft in Österreich
- Central Editorial Board of the International Journal of Neurosciences (Walter de Gruyter)

## Auszeichnungen
- 1971: Goldenes Ehrenzeichen des Österreichischen Naturschutzbundes
- 1980: Ehrenmitglied des Groupement Belge de Neuropathologie
- 2005: Ehrendoktorat der Tbilisi State Medical University/Georgien
- 2008: Großes Goldenes Ehrenzeichen des Landes Steiermark
- 2011: Medal of Honour of the European School of Radiology Tutorials